# Polské námořnictvo
Polské námořnictvo (polsky: Marynarka Wojenna Rzeczypospolitej Polskiej) je námořní složkou ozbrojených sil Polska. Tvoří ho 14 300 osob a 86 plavidel, z 41 válečných lodí. Mezi jeho hlavní jednotky patří 2 fregaty, 1 korveta, 3 raketové čluny, 1 ponorka a minolovky. Hlavním operačním prostorem námořnictva je Baltské moře.
Dle plánu modernizace na období 2012–2030 má námořnictvo získat například tři nové ponorky (čtyři dosavadní budou vyřazeny do roku 2015), šest bojových a šest záchranných vrtulníků a další prostředky. Zmenší se naopak jeho hladinová složka, která do budoucna počítá pouze s plavidly menších kategorii (fregaty třídy Oliver Hazard Perry budou vyřazeny bez náhrady a program stavby malých korvet třídy Gawron byl zastaven).

## Historie
Polsko má dlouhou námořní tradici. Jeho současné námořnictvo přitom bylo založeno po znovuzískání nezávislosti a vzniku druhé Polské republiky v roce 1918. První plavidla námořnictva tvořilo několik původně německých torpédovek. Námořnictvo bylo ve 20. a 30. letech dále rozvíjeno, plán výstavby ale nebyl pro omezený rozpočet splněn. Vzhledem k síle potenciálních soupeřů (SSSR a Německa) se námořnictvo omezovalo na pobřežní obranu s pomocí torpédoborců, ponorek a min. V době vypuknutí druhé světové války přitom tvořilo jádro námořnictva 5 ponorek, 4 torpédoborce a jedna velká minonoska.
Po německo-sovětské invazi do Polska se část lodí zachránila únikem do zahraničí. Po porážce země pak jeho námořnictvo operovalo v exilu a výzbroj získávalo z Velké Británie.
Poválečné Polsko se stalo sovětským satelitem a jeho ozbrojené síly součástí Varšavské smlouvy. Polské námořnictvo v té době výrazně zesílilo a jeho loděnice stavěly především vyloďovací plavidla, minolovky a různé pomocné lodě. Větší jednotky získávalo převážně ze zahraničí.

## Složení

### Ponorky
- Třída Kilo (projekt 877E)
  - ORP Orzeł (291)

### Fregaty
- Třída Oliver Hazard Perry

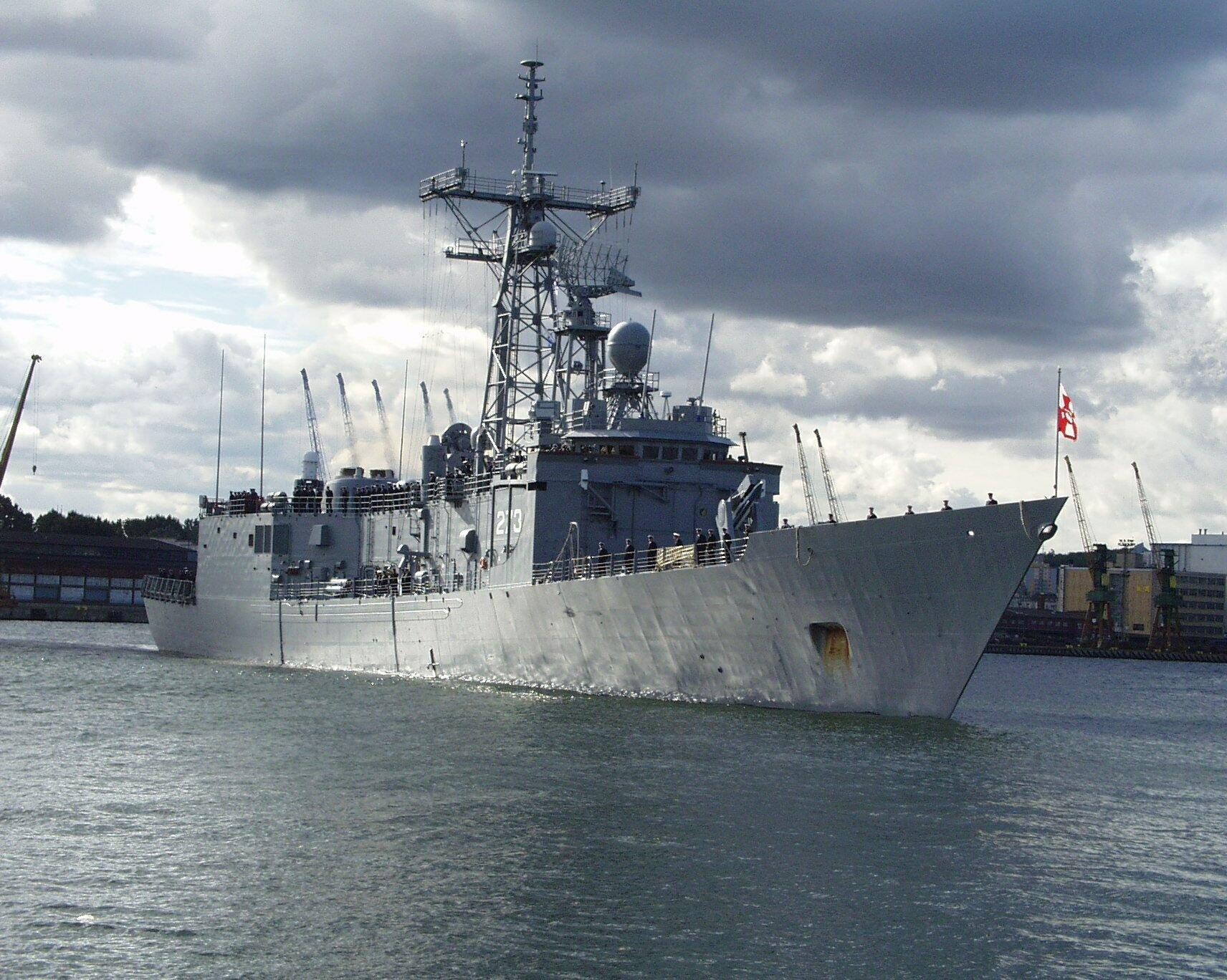
ORP Generał Tadeusz Kościuszko (273)

  - ORP Generał Tadeusz Kościuszko (273), ex- USS Wadsworth (FFG-9)
  - ORP Generał Kazimierz Pułaski (272), ex- USS Clark (FFG-11)

### Korvety
- ORP Kaszub (240)

### Oceánské hlídkové lodě

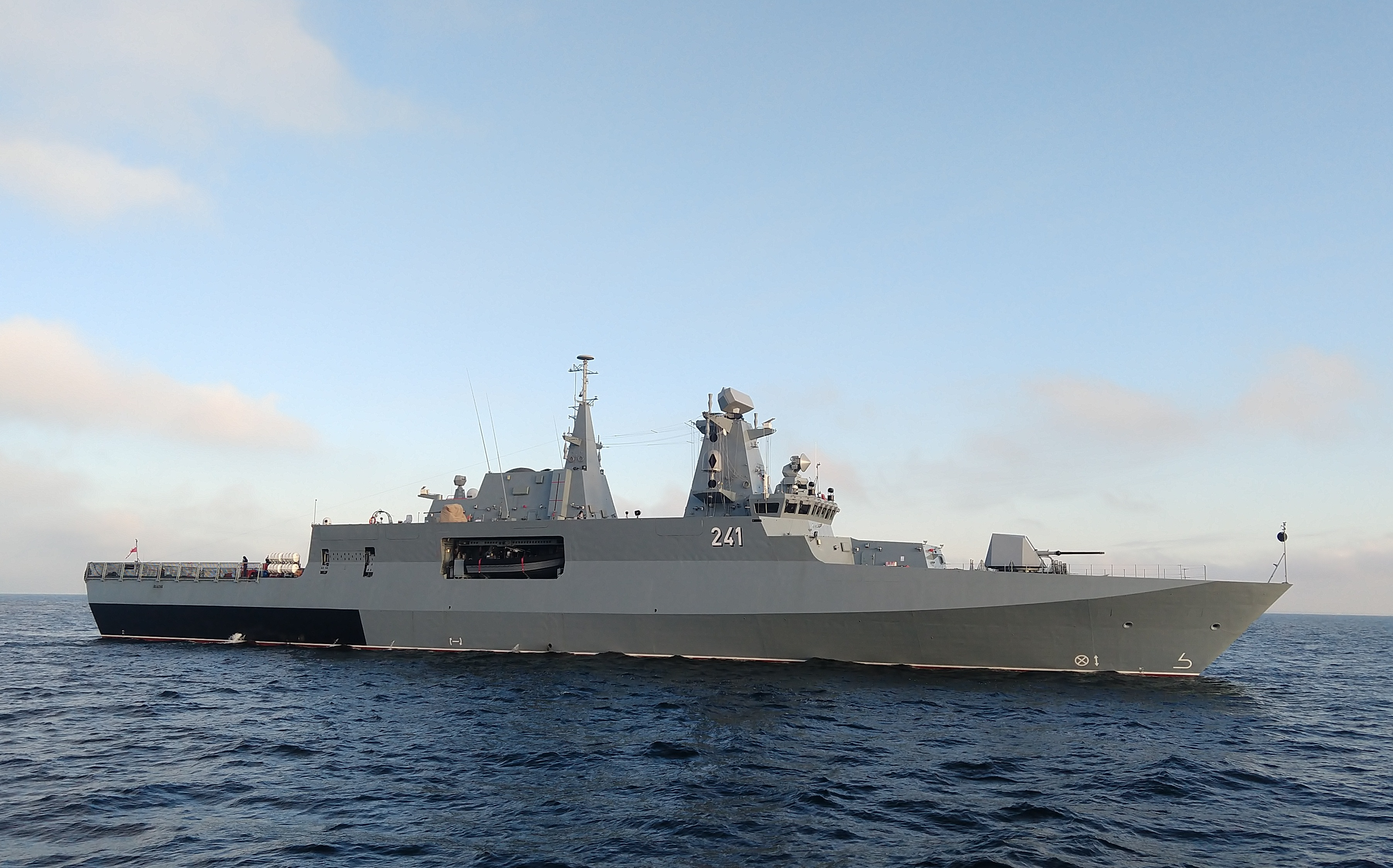
ORP Ślązak (241)

- ORP Ślązak (241) (MEKO A-100)

### Raketové čluny

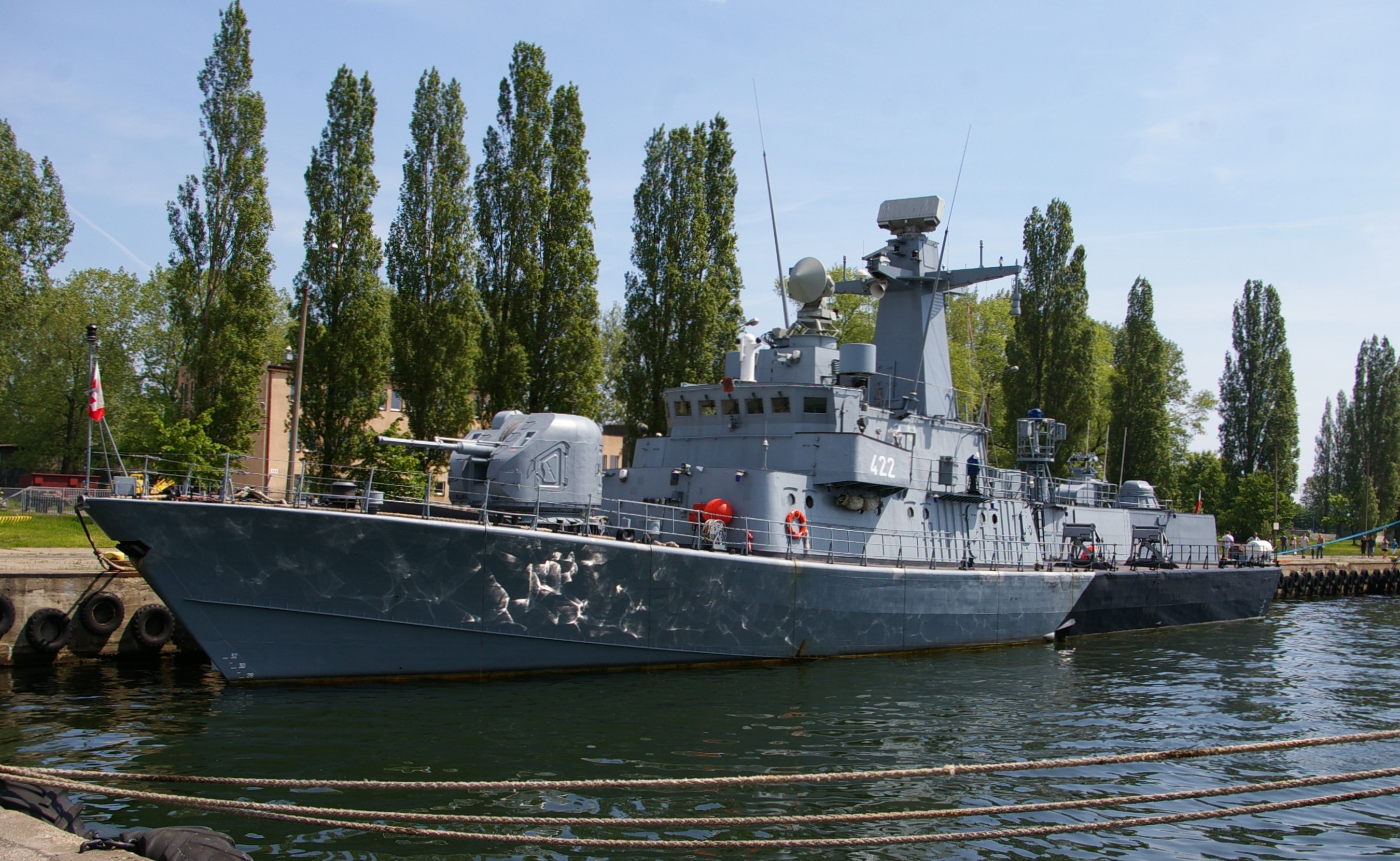
ORP Piorun (422)

- Třída Orkan
  - ORP Orkan (421)
  - ORP Piorun (422)
  - ORP Grom (423)

### Výsadkové lodě

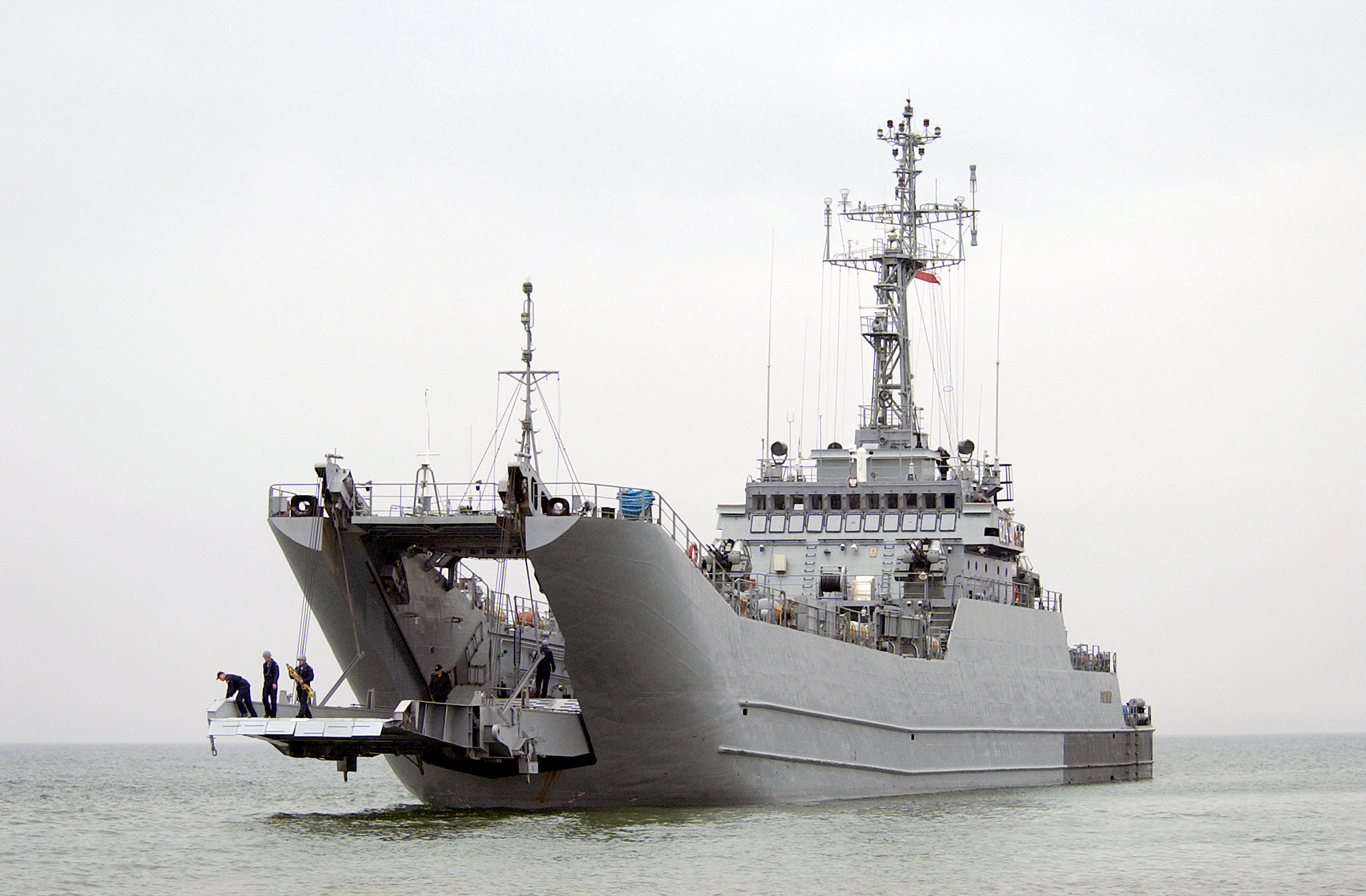
ORP Poznań

- Třída Lublin
  - ORP Lublin (821)
  - ORP Gniezno (822)
  - ORP Kraków (823)
  - ORP Poznań (824)
  - ORP Toruń (825)
- Projekt 716 (3 ks)

### Minolovky
- ORP Kontradmirał Xawery Czernicki (511)
- Třída Kormoran 2
  - ORP Kormoran (601)
  - ORP Albatros (602)
  - ORP Mewa (603)
- Projekt 207 (17 ks)

### Pomocné lodě
- ORP Bałtyk (Z-1) – tanker
- Třída Piast – záchranné lodě
  - ORP Piast (281)
  - ORP Lech (282)

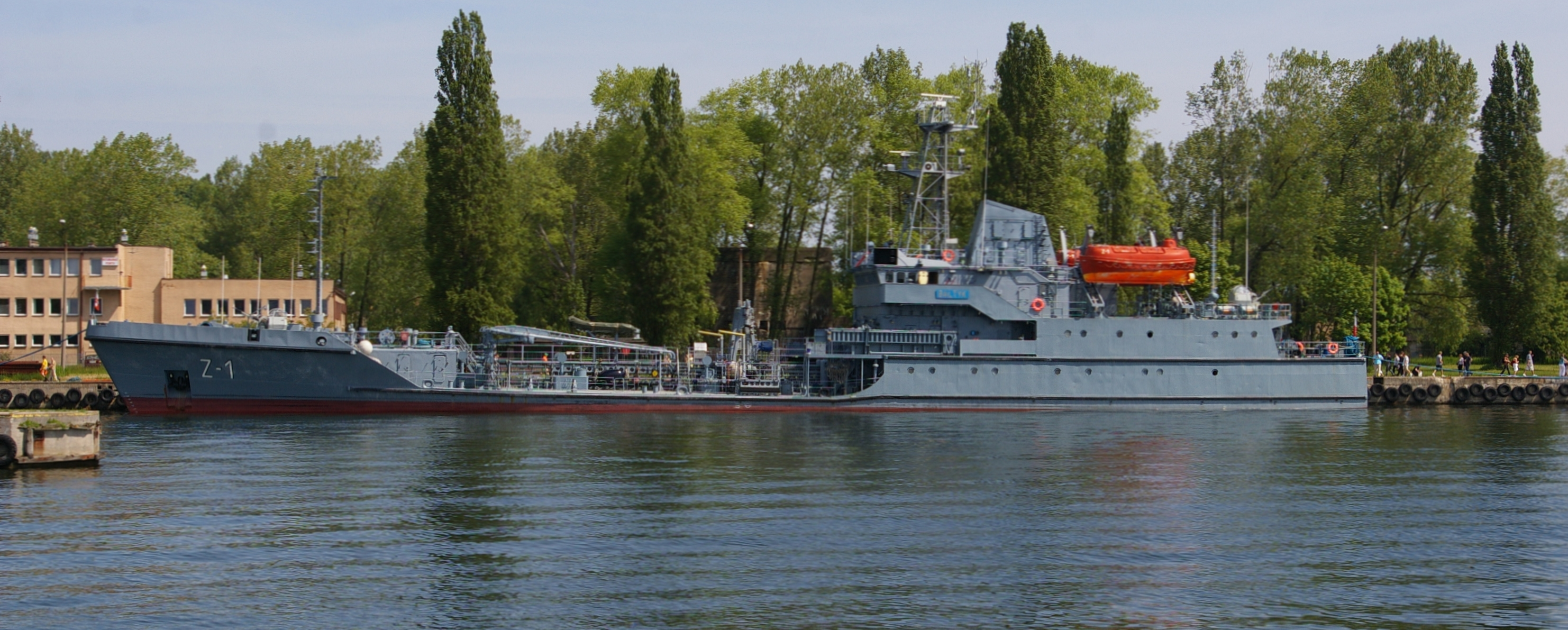
ORP Bałtyk (Z-1)

- Třída Heweliusz – hydrografické výzkumné lodě
  - ORP Heweliusz (265)
  - ORP Arctowski (266)
- Třída Nawigator – zpravodajské lodě
  - ORP Nawigator (262)
  - ORP Hydrograf (263)

### Cvičné lodě
- Projekt 888 – cvičná loď
  - ORP Wodnik (251)
- ORP Iskra (253) – cvičná plachetnice

## Plánované akvizice
- Program Orka – Zastarávající ponorky třídy Kobben nahradí tři jednotky nové generace vybrané v rámci programu Orka. Do užšího výběru se dostala francouzská třída Scorpène, německý Typ 212 a švédský typ A26.[13]
- Třída Wicher – Fregaty Arrowhead 140 postavené v programu Miecznik (3 ks).
- Třída Kormoran 2 – Druhá skupina minolovek je ve stavbě (3 ks).
- Třída Jerzy Różycki – Zpravodajské lodě (SIGINT) postavené v programu Delfin (2 ks).[14]
- Program Ratownik – Záchranná loď ponorek. Objednána 27. prosince 2024. Spuštění na vodu plánováno na rok 2027.[15]